# Dominice Steffen
Dominice Steffen est une joueuse allemande de volley-ball née le 17 décembre 1987 à Berlin. Elle mesure 1,85 m et joue au poste de réceptionneuse-attaquante. Elle a totalisé 43 sélections en équipe d'Allemagne.

## Clubs
| Club                        | De        | À         |
| --------------------------- | --------- | --------- |
| VC Preußen Berlin           | 1996-1997 | 1998-1999 |
| SG Rotation Prenzlauer Berg | 1999-2000 |           |
| VC Olympia Berlin           |           | 2004-2005 |
| USC Braunschweig            | 2005-2006 | 2005-2006 |
| NA Hamburg                  | 2006-2007 | 2007-2008 |
| VfB Suhl                    | 2008-2009 | 2011-2012 |
| VfL Oythe                   | 2012-2013 | 2012-2013 |
| Allgäu Team Sonthofen       | 2013-2014 | 2014-2015 |
| Köpenicker SC               | 2015-2016 | 2016-2017 |
| SG Rotation Prenzlauer Berg | 2017-2018 | 2018-2019 |
| TV Eiche Horn               | 2019-2020 | …         |

## Palmarès
- Coupe d'Allemagne
  - Finaliste : 2008, 2010, 2011.